# 살롱 드 홈즈
살롱 드 홈즈는 2025년 6월 16일부터 2025년 7월 15일까지 방송했던 ENA 월화 드라마였다.

## 기획 의도
광선주공아파트를 배경으로 추리력 만렙, 전직 에이스 형사와 보험왕, 그리고 알바의 여왕까지 우리 단지 해결사로 뭉친 여성 4인방이 아파트 빌런을 응징하는 코믹 워맨스 활극

## 제작진

### 극본
- 김연신

### 연출
- 민진기
- 정현남

## 등장 인물

### 주요 인물
- 이시영 : 공미리 역 (아역: 허정은) - 광선 주공 아파트의 '명탐정 홈즈'

추리력 98%, 순발력 85%, 타고난 촉 100%. 수준 높은 팩트 폭력과 끈질긴 정신력으로 상대방이 지쳐 포기할 때까지 버티는 악바리다. 사소한 디테일도 놓치지 않는 추리력을 지닌 광선 주공 아파트의 브레인.
- 정영주 : 추경자 역 - 광선 주공 아파트의 '여자 마동석'

괴력 100%, 추진력 90%, 정의감 80%. 광선 주공 아파트의 여자 마동석으로 통한다. 후배 노강식과 결혼한 후 은퇴한 전직 에이스 형사.
- 김다솜 : 박소희 역 - 광선 주공 아파트의 '알바의 여왕'

정보력 90%, 기동성 100%, 생활력 95%. 알바의 여왕이자 아들 율이를 혼자 키우고 있는 미혼모. 이십 대 청춘이지만 무려 다섯 개 이상의 직업을 가지고 있다. 오토바이를 타고 광선 주공 아파트 곳곳을 누비는 타고난 정보원.
- 남기애 : 전지현 역 - 광선 주공 아파트의 '대나무 숲'

눈치 100%, 말발 95%, 임기응변 70%. 한번 찍은 목표를 놓치지 않는 전직 보험왕 출신의 광선슈퍼 붙박이. 기억력이 비상한 지현은 눈치백단에 남다른 눈썰미, 슈퍼로 모이는 광선 주공 아파트의 모든 소식을 꿰고 있는 동네 정보통이다.

### 주변 인물
- 오대환 : 노강식 역 - 추경자의 남편이자 현직 경찰

추경자의 경찰 시절 후배, 자신의 실수를 덮어주려 경찰직을 내려 놓은 아내에게 미안함을 품고 있다. 말로는 경자를 구박하고 핀잔주지만 경자에게 무슨일이 생기면 누구보다 먼저 달려가는 츤데레 남편.
- 정상훈 : 박승호 역 - 공미리의 남편이자 헬스 트레이너

과거 탄탄한 보디라인을 자랑하는 수영 선수였지만, 현재는 나이가 들면서 나날이 심해지는 근손실과 테스토스테론 저하로 고뇌 중인 인간미 넘치는 헬스 트레이너. 미리에게 사랑 받는 남편이 되기 위해 최선을 다한다.
- 이수지 : 박수지 역 - 공미리의 시누이

공미리 남편 박승호의 막내 여동생, 전직 유도 선수 출신으로 남다른 포스를 뿜어 내는 수지는 하고 싶은 말은 다 해야 직성이 풀리는 미리의 시월드 핵심 멤버다. 얄밉지만 때론 귀엽고 가족애 넘치는 시누이의 정석.
- 이재균 : 김광규 역 - 광선주공아파트 신입 경비

어는 날 갑자기 뚝! 하고 광선주공아파트에 떨어진 신입 경비, 원래 근무 중이었던 경비가 병가로 자리를 비운 뒤, 그 빈자리를 대신해 단기 경비를 맡았다. 아파트에서 벌어지는 수상한 사건들을 해결하는 데 일조한다.
- 박지아 : 최선자 역 - 광선주공아파트 열혈 부녀회장

아파트 집 값을 사수하겠다는 광기의 집념을 가진 열혈 부녀회장, 집 값을 위협하는 빌런들이 나타나 골머리를 썩는 선자는 해결사 4인방의 활약상을 놓치지 않고 무슨 일만 생기면 미리에게 달려와 문제 해결을 부탁한다.
- 손성호 : 변학도 역 - 광선주공아파트 동 대표

아파트 동 대표로서 무슨 일이 생기면 언제나 앞장서 해결하는 척 하지만, 실상은 한 발짝 뒤에서 남의 공을 가로채는 전형적인 얌생이. 경비들을 하대하며 개인적인 심부름까지 시키는 등 갑질을 일삼는다. 강약약강의 대표적 인물.
- 김종칠 : 천용만 역 - 전지현의 남편이자 광선슈퍼 사장

천용만을 한마디로 표현한다면 바로 짠돌이! 경제권을 절대 놓지 않고 생활비는 물론 슈퍼 장부까지 작성해가며 지현을 들들 볶는 구두쇠다. 오지랖 넓은 지현이 슈퍼를 비우는 일이 잦아지자, 그녀를 의심하기 시작한다.

### 그 외 인물
- 시현 : 노미녀 역
- 강지우 : 박현지 역
- 최유솔 : 오희수 역
- 차미경 : 승호의 어머니 역
- 이화겸 : 강윤주 역
- 임보라 : 안세희 역
- 박민수 : 김민우 역
- 이시후 : 이원석 역
- 임소윤 : 신혜정 역
- 이선주 : 이민선 역
- 박효은 : 엄지은 역
- 홍윤희 : 윤 여사 역
- 김선우 : 최 형사 역
- 미상 : 무당 역
- 미상 : 검은 후드티를 입은 변태 역
- 김정호 : 김현덕 역
- 심지안 : 율 역 - 소희의 아들
- 장재호 : 박태훈 역 - 쥐방울
- 임지규 : 박도진 역
- 채상근 : 최 경비 역

### 특별 출연
- 이상진 : 이삿짐 센터 직원 역
- 김금순 : 최양희 역
- 이지훈 : 김동석 역
- 김준현 : 고깃집 사장 역
- 오의식 : 젊은 천용만 역
- 박예니 : 젊은 전지현 역
- 한상진 : 김진호 역

## 참고 사항
- 오대환, 이수지, 김희수는 신병 3 이후 다시 만나 캐스팅 됐다.
- 주요 촬영은 춘천시 석사주공2단지 아파트에 진행됐다.[1]
- 박지아의 유작이다.
- 드라마 '살롱 드 홈즈' 두 번째 시즌이 제작이 확정됐다.[2]

## 같이 보기
- 대한민국의 텔레비전 드라마 목록 (ㅅ)
- 2025년 대한민국의 텔레비전 드라마 목록